# Ruth B.
Ruth Berhe (sinh ngày 2 tháng 7 năm 1995), được biết đến với nghệ danh Ruth B., là một ca sĩ và nhạc sĩ người Canada đến từ Edmonton, Alberta. Cô bắt đầu hát các bài hát trên Vine vào đầu năm 2013. Vào tháng 11 năm 2015, cô phát hành đĩa mở rộng đầu tay của mình,The Intro. Vào ngày 5 tháng 5 năm 2017, cô phát hành album đầu tay của mình, Safe Haven. Nó đã thu lại cho cô hơn 798 triệu lượt phát trực tuyến trên Spotify tính đến tháng 2 năm 2021. Đĩa đơn ăn khách "Lost Boy" của cô đã tích lũy được hơn 560 triệu lượt phát trực tuyến trên Spotify và kênh YouTube của cô đã nhận được tổng cộng 285 triệu lượt xem tính đến  tháng 1 năm 2021.

## Đầu đời và giáo dục
Berhe sinh ra và lớn lên ở Edmonton, Alberta. Cha mẹ cô di cư từ Ethiopia đến đây vào những năm 1980. Berhe có thể nói tiếng Amhara trôi chảy. Cô đã dành một vài năm tuổi teen để làm việc tại một cửa hàng quần áo Reitmans ở địa phương và tự mô tả mình trong một cuộc phỏng vấn với The Canadian Press là một người "hướng nội". Trong thời gian làm việc bán thời gian, cô bắt đầu chăm chỉ đăng video trên Vine. Cô nói rằng mình chọn dịch vụ video 6 giây này vì nó tốn ít công sức hơn để tải lên các clip ngắn so với các dịch vụ phổ biến khác như YouTube.
Berhe tốt nghiệp trường trung học Ross Sheppard vào năm 2013. Cô theo học Đại học MacEwan, nhưng đã tạm dừng việc học để tập trung vào âm nhạc.

## Sự nghiệp
Berhe đã đăng video Vine đầu tiên của mình vào tháng 5 năm 2013 và bắt đầu hát trên Vine khoảng một năm sau đó. Những bài hát mà Berhe trình bày trên Vine, điển hình như sáu bản cover các ca khúc nổi tiếng, đã giúp cô có thêm người theo dõi. Vào tháng 11 năm 2014, Berhe đã đăng lên tài khoản Vine video hát một câu do cô tự viết ra, được lấy cảm hứng từ bộ phim truyền hình Once Upon a Time. Video ngắn này đã thu hút được khoảng 84.000 lượt thích trong vòng một tuần, một điều bất thường đối với Berhe vào thời điểm đó. Berhe chú ý đến sự thành công của video ngắn đó, một số người theo dõi bình luận rằng cô nên phát triển đoạn nhạc ngắn kia thành một bài hát đầy đủ. Và nó đã trở thành "Lost Boy", được Berhe đăng trên YouTube vào ngày 18 tháng 1 năm 2015 và được phát hành trên iTunes vào ngày 12 tháng 2 năm 2015.
Berhe bước vào phòng thu vào đầu năm 2016 để bắt đầu thu âm album dài đầu tay với Joel Little, một nhà sản xuất người New Zealand, người đã giúp Lorde tạo ra album đầu tiên của cô. Berhe nói rằng cô đã viết nhạc từ rất lâu trước khi album đi vào sản xuất, vì vậy cô ấy có nhiều bài hát để chọn khi hãng thu âm nói rằng đã đến lúc bắt đầu kết hợp một cái gì đó với nhau.
Berhe đã thể hiện sự kính trọng với người chiến thắng National Arts Centre Award, Michael Buble, tại gala Governor General's Performing Arts Awards, bằng màn trình diễn ca khúc "Home" của Buble. Sau đó, tại Canadian Songwriters Hall of Fame Induction Ceremony, cô đã biểu diễn bài hát "Heart of Gold" của Neil Young để vinh danh việc anh được vinh danh tại Canadian Songwriters Hall Of Fame.
Tại Lễ trao giải Juno 2017, Berhe đã được đề cử cho Giải Juno Fan Choice, Nhạc sĩ của năm và giành giải Nghệ sĩ đột phá của năm. Cô đã biểu diễn tại lễ trao giải.
Năm sau đó, cũng tại Lễ trao giải Juno 2018, cô được đề cử ba giải bao gồm Nghệ sĩ của năm, Album của năm và Album nhạc Pop của năm.
Năm 2018, loạt phim truyền hình Addison của CBC Kids ra mắt, với bài hát chủ đề do Berhe thể hiện. Vào tháng 5 năm 2018, bài hát "Shadows" của cô xuất hiện trong mùa thứ hai của loạt phim  Dear White People do Netflix sản xuất.
Vào mùa hè năm 2020, Ruth Berhe phát hành bài hát mới có tên "If I Have a Son" và vào ngày 28 tháng 8 năm 2020, bài hát và video cho "Dirty Nikes" thông qua hãng thu âm mới "Downtown Records" cũng được phát hành.

## Danh sách đĩa nhạc

### Album phòng thu
| Tiêu đề    | Chi tiết album                                                                                       | Vị trí xếp hạng cao nhất | Chứng nhận              |
| Tiêu đề    | Chi tiết album                                                                                       | CAN                      | Chứng nhận              |
| ---------- | --- | ------------------------ | ----------------------- |
| Safe Haven | - Phát hành: ngày 5 tháng 5, 2017 - Nhãn đĩa: Columbia - Định dạng: CD, Tải xuống kỹ thuật số, vinyl | 17                       | - MC: Vàng - RIAA: Vàng |

### EP
| Tiêu đề                   | Chi tiết đĩa mở rộng                                                                                | Vị trí xếp hạng cao nhất | Vị trí xếp hạng cao nhất |
| Tiêu đề                   | Chi tiết đĩa mở rộng                                                                                | CAN                      | US                       |
| ------------------------- | --------------------------------------------------------------------------------------------------- | ------------------------ | ------------------------ |
| The Intro                 | - Phát hành: ngày 27 tháng 11, 2015 - Nhãn đĩa: Columbia - Định dạng: CD, tải xuống kỹ thuật số     | 20                       | 52                       |
| Maybe I'll Find You Again | - Phát hành: ngày 22 tháng 3, 2019 - Nhãn đĩa: Columbia - Formats: tải xuống kỹ thuật số, streaming | —                        | —                        |

### Đĩa đơn

#### Như ca sĩ chính
| Tiêu đề            | Năm  | Vị trí xếp hạng cao nhất | Vị trí xếp hạng cao nhất | Vị trí xếp hạng cao nhất | Vị trí xếp hạng cao nhất | Vị trí xếp hạng cao nhất | Vị trí xếp hạng cao nhất | Chứng nhận                                                                                | Album                     |
| Tiêu đề            | Năm  | CAN                      | DEN                      | NLD                      | SWE                      | UK                       | US                       | Chứng nhận                                                                                | Album                     |
| ------------------ | ---- | ------------------------ | ------------------------ | ------------------------ | ------------------------ | ------------------------ | ------------------------ | ----------------------------------------------------------------------------------------- | ------------------------- |
| "Lost Boy"         | 2015 | 14                       | 14                       | 41                       | 19                       | 97                       | 24                       | - MC: 3× Bạch kim - BPI: Bạc - IFPI DEN: Vàng - IFPI SWE: 2× Bạch kim - RIAA: 4× Bạch kim | The Intro and Safe Haven  |
| "Superficial Love" | 2017 | —                        | —                        | —                        | —                        | —                        | —                        | - RIAA: Vàng                                                                              | The Intro and Safe Haven  |
| "Rare"             | 2018 | —                        | —                        | —                        | —                        | —                        | —                        |                                                                                           | Maybe I'll Find You Again |
| "Slow Fade"        | 2019 | —                        | —                        | —                        | —                        | —                        | —                        |                                                                                           | Maybe I'll Find You Again |
| "If I Have A Son"  | 2020 | —                        | —                        | —                        | —                        | —                        | —                        | TBA                                                                                       |                           |
| "Dirty Nikes"      | 2020 | —                        | —                        | —                        | —                        | —                        | —                        | TBA                                                                                       |                           |

#### Đĩa đơn quảng bá
| Tiêu đề           | Năm  | Album                     |
| ----------------- | ---- | ------------------------- |
| "In My Dreams"    | 2016 | Safe Haven                |
| "If This Is Love" | 2017 | Safe Haven                |
| "Dandelions"      | 2017 | Safe Haven                |
| "Crave"           | 2018 | Maybe I'll Find You Again |

## Giải thưởng và đề cử
| Năm  | Giải thưởng                         | Hạng mục                                                     | Đối tượng đề cử                                          | Kết quả   |
| ---- | ----------------------------------- | ------------------------------------------------------------ | -------------------------------------------------------- | --------- |
| 2016 | Giải Shorty                         | Nhạc sĩ Vine xuất sắc nhất                                   | Bản thân                                                 | Đề cử     |
| 2016 | iHeartRadio Much Music Video Awards | Fan Fave Vine Musician                                       | Bản thân                                                 | Đề cử     |
| 2016 | Teen Choice Awards                  | Next Big Thing                                               | Bản thân                                                 | Đề cử     |
| 2016 | BET Awards                          | BET FANdemonium Award                                        | Bản thân                                                 | Đề cử     |
| 2017 | Juno Awards                         | Juno Fan Choice Award                                        | Bản thân                                                 | Đề cử     |
| 2017 | Juno Awards                         | Breakthrough Artist of the Year                              | Bản thân                                                 | Đoạt giải |
| 2017 | Juno Awards                         | Nhạc sĩ của năm                                              | Herself — •"Lost Boy" •"Superficial Love" •"2 Poor Kids" | Đề cử     |
| 2017 | Canadian Radio Music Awards         | Nhóm nhạc mới hoặc nghệ sĩ solo xuất sắc nhất: Hot AC        | "Lost Boy"                                               | Đoạt giải |
| 2017 | Canadian Radio Music Awards         | Nhóm nhạc mới hoặc nghệ sĩ solo xuất sắc nhất: Mainstream AC | "Lost Boy"                                               | Đề cử     |
| 2017 | Canadian Radio Music Awards         | Nhóm nhạc mới hoặc nghệ sĩ solo xuất sắc nhất: CHR           | "Lost Boy"                                               | Đoạt giải |
| 2017 | Western Canadian Music Awards       | Nghệ sĩ nhạc Pop của năm                                     | Bản thân                                                 | Đề cử     |
| 2018 | Juno Awards                         | Nghệ sĩ của năm                                              | Bản thân                                                 | Đề cử     |
| 2018 | Juno Awards                         | Album của năm                                                | Safe Haven                                               | Đề cử     |
| 2018 | Juno Awards                         | Album nhạc Pop của năm                                       | Safe Haven                                               | Đề cử     |

## Ảnh hưởng
Berhe đã liệt kê Lauryn Hill, The Beatles, Carole King, Grouplove, Adele, Taylor Swift và Ed Sheeran là một số nhân vật có ảnh hưởng đến âm nhạc của cô. Cô ấy nói rằng "một điểm chung mà tất cả các nghệ sĩ yêu thích của tôi đều là những người kể chuyện. Đó là điều mà tôi cố gắng đưa vào âm nhạc của mình", trong một cuộc phỏng vấn với Idolator.